# 2. ŽNL Splitsko-dalmatinska 2001./02.
2. ŽNL Splitsko-dalmatinska je svoje četvrto izdanje imala u sezoni 2001./02. Predstavljala je drugi stupanj županijske lige u Splitsko-dalmatinskoj županiji, te ligu petog ranga hrvatskog nogometnog prvenstva. Sudjelovalo je šest klubova, a prvak su bile Glavice.

## Sustav natjecanja
Šest klubova je igralo četverokružnim liga-sustavom (20 kola).

## Momčadi
- Glavice – Glavice
- Hvar – Hvar
- Jadran – Tučepi
- Kamen – Ivanbegovina,  Podbablje
- Krilnik – Split
- Tekstilac – Sinj

## Ljestvica
| Poz. | Momčad             | U  | P  | N | I  | G+ | G– | G+/– | Bod. | Nastavak natjecanja ili ispadanje |
| ---- | ------------------ | -- | -- | - | -- | -- | -- | ---- | ---- | --------------------------------- |
| 1.   | Glavice (P)        | 20 | 16 | 2 | 2  | 72 | 24 | +48  | 50   | 1. ŽNL                            |
| 2.   | Hvar               | 20 | 13 | 1 | 6  | 53 | 33 | +20  | 39   |                                   |
| 3.   | Kamen Ivanbegovina | 20 | 9  | 2 | 9  | 37 | 40 | −3   | 26   |                                   |
| 4.   | Tekstilac Sinj     | 20 | 7  | 0 | 13 | 37 | 60 | −23  | 21   |                                   |
| 5.   | Krilnik            | 20 | 6  | 1 | 13 | 25 | 50 | −25  | 19   |                                   |
| 6.   | Jadran Tučepi      | 20 | 5  | 2 | 13 | 37 | 54 | −17  | 17   |                                   |

1. ↑  1 bod oduzet od saveza.
2. ↑  3 boda oduzeta od saveza.

## Rezultatska križaljka
| kratica | klub               | GLA      | HVAR     | JAD      | KAM      | KRI      | TEK      |
| --- | ------------------ | -------- | -------- | -------- | -------- | -------- | -------- |
| GLA | Glavice            |          |          | 5:1, 4:2 |          |          |          |
| HVAR | Hvar               |          |          | 4:0, 5:2 |          |          |          |
| JAD | Jadran Tučepi      | 2:2, 0:3 | 2:4, 2:4 |          | 6:3, 1:1 | 0:4, 2:1 | 9:1, 3:0 |
| KAM | Kamen Ivanbegovina |          |          | 2:1, 2:0 |          |          |          |
| KRI | Krilnik Split      |          |          | 2:1, 2:1 |          |          |          |
| TEK | Tekstilac Sinj     |          |          | 1:2, 4:0 |          |          |          |
| |                    |          |          |          |          |          |          |
| podebljan rezltat - utakmice od 1. do 5., te od 11. do 15. kola (1. i 3. utakmica između klubova) rezultat normalne debljine - utakmice od 6. do 10., te od 16. do 20. kola (2. i 4. utakmica između klubova) rezultat nakošen - nije vidljiv redoslijed odigravanja međusobnih utakmica iz dostupnih izvora rezultat nakošen i smanjen * - iz dostupnih izvora nije uočljiv domaćin susreta prekrižen rezultat - poništena ili brisana utakmica p - utakmica prekinuta 3:0 p.f. / 0:3 p.f. - rezultat 3:0 bez borbe |                    |          |          |          |          |          |          |

Izvori: 

## Vanjske poveznice
- Nogometni savez Županije Splitsko-dalmatinske